# 俺もお前も
「俺もお前も」（おれもおまえも）は1946年6月13日に公開された日本映画。製作は東宝、吉本プロ。配給は東宝。モノクロ、スタンダード。　
　

## スタッフ
- 製作：森田信義、伊藤基彦
- 脚本、監督：成瀬巳喜男
- 音楽：伊藤昇
- 撮影：山崎一雄
- 美術：河東安英
- 録音：藤好昌生
- 照明：平岡岩治

## キャスト
- 青野：横山エンタツ
- 初子：山根寿子
- 安子：河野糸子
- 美代子：落合富子
- 宏：水谷史郎
- 大木：花菱アチャコ
- 大木の妻：田中筆子
- 貞雄：篠原実
- 山川社長：菅井一郎
- 山川夫人：矢野島ひで子
- 菊池：岡部正
- 鳥羽陽之助